# Mariana Viana Azevedo
Pour les articles homonymes, voir Azevedo.
Mariana Azevedo, née le 27 septembre 1995 au Portugal, est une footballeuse portugaise évoluant au poste de défenseure. Internationale portugaise depuis 2022, elle évolue au sein du SC Braga depuis 2022.

## Biographie
Après avoir été formé au Forjães SC, elle joue pour le Vilaverdense FC et le CF Valadares Gaia.
Le 19 mars 2018, La Fédération portugaise de football et l’Union des joueuses de football professionnel élisent le 11 de la Ligue féminine, dont elle fait partie, lors du gala des Quinas de Ouro.
Mariana Azevedo arrive au Sporting CP lors de la saison 2017/18, participant à la conquête de la Supertaça, du Nacional Feminino et de la Taça de Portugal cette saison-là. Au début de la saison 2018/19, elle fait partie de la liste des joueuses participantes à la finale de la supercoupe, mais ne dispute cette dernière. En juillet 2019, le Sporting, la renouvelle pour une saison. Le 3 août 2020, elle annonce devoir quitter le club pour "raisons de force majeure". Après trois saisons au Sporting, où elle n’est jamais une titulaire incontestée, elle a rejoint le FC Famalicão.
Avec son nouveau club, elle dispute une nouvelle finale de la coupe du Portugal, face à son ancien club du Sporting. La victoire est lisboète, malgré une belle prestation du club de la ville de Vila Nova de Famalicão, défaite 2 buts à 1.
En septembre 2022, encore blessée, elle rejoint le SC Braga.

## Statistiques

### En club
| Saison                | Club                  | Championnat           | Championnat | Championnat | Coupe(s) nationale(s) | Coupe(s) nationale(s) | Compétition(s) continentale(s) | Compétition(s) continentale(s) | Compétition(s) continentale(s) | Sélection | Sélection | Sélection | Total | Total |
| Saison                | Club                  | Division              | M.          | B.          | M.                    | B.                    | Comp.                          | M.                             | B.                             | Équipe    | M.        | B.        | M.    | B.    |
| 2012-2013             | Vilaverdense FC       | Nacional Feminino     | 3           | 1           | 0                     | 0                     | -                              | 0                              | 0                              | -         | 0         | 0         | 3     | 1     |
| 2013-2014             | Vilaverdense FC       | Nacional Feminino     | 0           | 0           | 0                     | 0                     | -                              | 0                              | 0                              | -         | 0         | 0         | 0     | 0     |
| 2014-2015             | Vilaverdense FC       | Nacional Feminino     | 0           | 0           | 0                     | 0                     | -                              | 0                              | 0                              | -         | 0         | 0         | 0     | 0     |
| Sous-total            | Sous-total            | Sous-total            | 3           | 1           | 0                     | 0                     | -                              | 0                              | 0                              | -         | 0         | 0         | 3     | 1     |
| 2015-2016             | CF Valadares Gaia     | Liga Allianz          | 7           | 0           | 1                     | 0                     | -                              | 0                              | 0                              | -         | 0         | 0         | 8     | 0     |
| 2016-2017             | CF Valadares Gaia     | Liga Allianz          | 19          | 4           | 1                     | 0                     | -                              | 0                              | 0                              | -         | 0         | 0         | 20    | 4     |
| Sous-total            | Sous-total            | Sous-total            | 26          | 4           | 2                     | 0                     | -                              | 0                              | 0                              | -         | 0         | 0         | 28    | 4     |
| 2017-2018             | Sporting CP           | Liga Allianz          | 9           | 0           | 6                     | 1                     | -                              | 2                              | 0                              | -         | 0         | 0         | 17    | 1     |
| 2018-2019             | Sporting CP 2         | 2 Divisão             | 1           | 0           | 0                     | 0                     | -                              | 0                              | 0                              | -         | 0         | 0         | 1     | 0     |
| 2018-2019             | Sporting CP           | Liga BPI              | 10          | 0           | 3                     | 0                     | -                              | 2                              | 0                              | -         | 0         | 0         | 15    | 0     |
| 2019-2020             | Sporting CP           | Liga Allianz          | 5           | 0           | 2                     | 0                     | -                              | 0                              | 0                              | -         | 0         | 0         | 7     | 0     |
| Sous-total            | Sous-total            | Sous-total            | 25          | 0           | 11                    | 1                     | -                              | 4                              | 0                              | -         | 0         | 0         | 40    | 1     |
| 2020-2021             | FC Famalicão          | Liga BPI              | 23          | 1           | 3                     | 0                     | -                              | 0                              | 0                              | -         | 0         | 0         | 26    | 1     |
| 2021-2022             | FC Famalicão          | Liga BPI              | 16          | 0           | 9                     | 0                     | -                              | 0                              | 0                              | A         | 2         | 0         | 27    | 0     |
| Sous-total            | Sous-total            | Sous-total            | 39          | 1           | 12                    | 0                     | -                              | 0                              | 0                              | -         | 2         | 0         | 53    | 1     |
| 2022-2023             | SC Braga              | Liga BPI              | 1           | 0           | 0                     | 0                     | -                              | 0                              | 0                              | -         | 0         | 0         | 1     | 0     |
| 2022-2023             | SC Braga 2            | 2 Divisão             | 1           | 0           | 0                     | 0                     | -                              | 0                              | 0                              | -         | 0         | 0         | 1     | 0     |
| 2023-2024             | SC Braga              | Liga BPI              | 12          | 0           | 4                     | 0                     | -                              | 0                              | 0                              | -         | 0         | 0         | 16    | 0     |
| Sous-total            | Sous-total            | Sous-total            | 14          | 0           | 4                     | 0                     | -                              | 0                              | 0                              | -         | 0         | 0         | 18    | 0     |
| Total sur la carrière | Total sur la carrière | Total sur la carrière | 107         | 6           | 29                    | 1                     | -                              | 4                              | 0                              |           | 2         | 0         | 142   | 7     |

Statistiques actualisées le 8 avril 2024

#### Matchs disputés en coupes continentales[9]
| Matchs | Date         | Stade                            | Adversaire      | Résultat | Minutes | Compétition         | Buts | Tour                   | Club        |
| ------ | ------------ | -------------------------------- | --------------- | -------- | ------- | ------------------- | ---- | ---------------------- | ----------- |
| 1      | 22 août 2017 | Hévízi úti Stadion, Budapest     | BIIK Kazygurt   | 2 – 1    | 90 min  | Ligue des champions | 0    | Phase de qualification | Sporting CP |
| 2      | 25 août 2017 | Stade Nándor-Hidegkuti, Budapest | MTK Hungária FC | 2 – 0    | 90 min  | Ligue des champions | 0    | Phase de qualification | Sporting CP |
| 3      | 7 août 2018  | Stade Gradski vrt, Osijek        | Avaldsnes IL    | 3 – 2    | 90 min  | Ligue des champions | 0    | Phase de qualification | Sporting CP |
| 4      | 13 août 2018 | Stade HNK Cibalia, Vinkovci      | ŽFK Dragon 2014 | 0 – 4    | 28 min  | Ligue des champions | 0    | Phase de qualification | Sporting CP |

### En sélection nationale[10]
Alors qu'elle fait partie de la liste des joueuses devant participer à l'Euro 2022, cette dernière a du déclarer forfait à la suite d’une blessure aux ligaments du genou gauche contractée à l’entraînement, le 17 juin, elle est remplacée dans par Lúcia Alves, 
| Matches officiels de Marina Azevedo en sélections portugaises au 05/12/19 | Matches officiels de Marina Azevedo en sélections portugaises au 05/12/19 | Matches officiels de Marina Azevedo en sélections portugaises au 05/12/19 | Matches officiels de Marina Azevedo en sélections portugaises au 05/12/19 | Matches officiels de Marina Azevedo en sélections portugaises au 05/12/19 |
| Club                                                                      | V.                                                                        | N.                                                                        | D.                                                                        | Buts                                                                      |
| ------------------------------------------------------------------------- | ------------------------------------------------------------------------- | ------------------------------------------------------------------------- | ------------------------------------------------------------------------- | ------------------------------------------------------------------------- |
| Portugal A (2 matchs:100.00 %)                                            | 1 (50.00 %)                                                               | 0 (00.00 %)                                                               | 1 (50.00 %)                                                               | 0 (00,00 %)                                                               |
| Total                                                                     | 1 (50.00 %)                                                               | 0 (00.00 %)                                                               | 1 (50.00 %)                                                               | 0                                                                         |

## Palmarès

### Avec leCF Valadares Gaia
- Finaliste de la Taça de Portugal : 1 fois — 2015-16.
- Vainqueur de la Supertaça de Portugal : 1 fois — 2016.

### Avec leSporting CP
- Championne du Nacional Feminino : 1 fois — 2017-18.
- Vainqueur de la Taça de Portugal : 1 fois — 2017-18.
- Vainqueur de la Supertaça de Portugal : 1 fois — 2018.
- Vice-championne du Nacional Feminino Allianz : 2 fois — 2018-19, 2019-20.
- Finaliste de la Supertaça de Portugal : 1 fois — 2019.

### Avec leFC Famalicão
- Finaliste de la Taça de Portugal : 1 fois — 2021-22.

### Avec leSC Braga
- Finaliste de la Taça de Portugal : 1 fois — 2022-23.
- Finaliste de la Taça da Liga : 1 fois — 2022-23.